# Лопухин, Илларион Аврамович
Иларион (Фёдор) Аврамович Лопухин (1638 — 21 марта 1713) — стряпчий, стрелецкий голова и полковник, стольник, окольничий, боярин, ближний боярин, тесть Петра I.

## Биография
Представитель дворянского рода Лопухиных. Третий сын воеводы и думного дворянина Авраама Никитича Лопухина (ум. 1685). Братья — Пётр Большой, Пётр Меньшой, Кузьма, Василий и Сергей.
С 1658 года Иларион Лопухин упоминается в чине стряпчего. В 1675 году охранял кремлёвские стены. В 1676 году, в связи с кончиной царя Алексея Михайловича был послан с этим известием в Ферапонтов монастырь к опальному патриарху Никону с просьбой дать письменное прощение умершему государю его вины за гонения на Никона, от чего Никон отказался. Затем Иларион Авраамович стал стрелецким головой и полковником.
В 1681 году царский стольник Иларион Лопухин был отправлен на воеводство в Верхотурье. После возвращения в Москву был пожалован в окольничие.
В январе 1689 года вдовствующая царица Наталия Кирилловна, расположенная к Лопухиным и желая укрепить свои позиции среди стрельцов и дворянства, где Лопухины к тому времени занимали первенствующее положение, сосватала его дочь Евдокию Фёдоровну за своего 17-летнего сына, царя Петра Алексеевича. В качестве царского тестя Иларион Авраамович Лопухин стал именоваться Фёдором и был возведен в сан боярина, а после заключения брака стал ближним боярином. В это время он был очень близок к царской семье, и поэтому казался особенно опасен царевне Софье, которая распространяла слухи среди стрельцов, будто Лопухины хотят «изогнать» государя Иоанна Алексеевича и «доходят» до её головы.
После нескольких лет семейной жизни отношения между царем Петром и его первой супругой Евдокией Фёдоровной ухудшились. Это обстоятельство отразилось на близких родственниках царицы.
В 1697 году был раскрыт заговор А. П. Соковнина, И. Е. Циклера и Ф. М. Пушкина, направленный против царя Петра. Следствие над его участниками набросило тень на родственников царицы Евдокии, хотя и не была обнаружена их причастность к заговору. Однако перед отъездом Петра за границу Лопухины были удалены из Москвы как люди ненадежные.
Фёдор Авраамович Лопухин был сослан на воеводство в Тотьму. Сколько он там пробыл — неизвестно. В списке 1705 года он показан в числе бояр, живущих в своих деревнях. В 1707 году он основал в Мещовске Афанасьевский девичий монастырь. Погребен в усыпальнице Лопухиных в Спасо-Андрониковом монастыре.

## Семья и дети
Был женат на Устинье Богдановне Ртищевой (ум. 11 мая 1691, похоронена в Спасо-Андрониковом монастыре), от брака с которой он имел сына и трёх дочерей:
- Авраам Фёдорович Лопухин (ум. 1718), ближний стольник Петра Великого, казнен по приказу царя;
- Анастасия Фёдоровна Лопухина, жена князя Ивана Борисовича Троекурова (1633—1703);
- Евдокия Фёдоровна Лопухина (1669—1731), первая жена царя Петра Алексеевича Великого (1689—1698);
- Ксения Фёдоровна Лопухина (1678—1699), жена князя Бориса Ивановича Куракина (1676—1727).